# چوب‌خزک نواری شمالی
چوب‌خزک نواری شمالی (نام علمی: Dendrocolaptes sanctithomae) یک گونه از پرندگان در زیرخانواده چوب‌خزکیان است که از جنوب مکزیک تا آمریکای مرکزی تا کلمبیا، ونزوئلا و اکوادور یافت می‌شود. این گونه در گذشته به‌عنوان زیرگونه‌ای از چوب‌خزک آمازونی (D. certhia) قرار می‌گرفت.